# Ferdinand z Ditrichštejna
Ferdinand Josef z Ditrichštejna (25. září 1636 Vídeň – 28. listopadu 1698 Vídeň nebo Mikulov[zdroj?]) byl šlechtic z rodu Ditrichštejnů, nejvyšší císařský soudce[zdroj?], nejvyšší komorník na Moravě, moravský zemský hejtman a nejvyšší hofmistr císaře Leopolda I., rytíř řádu Zlatého rouna a člen rady říšských knížat, v letech 1655–1698 majitel polensko-přibyslavského panství.

## Životopis

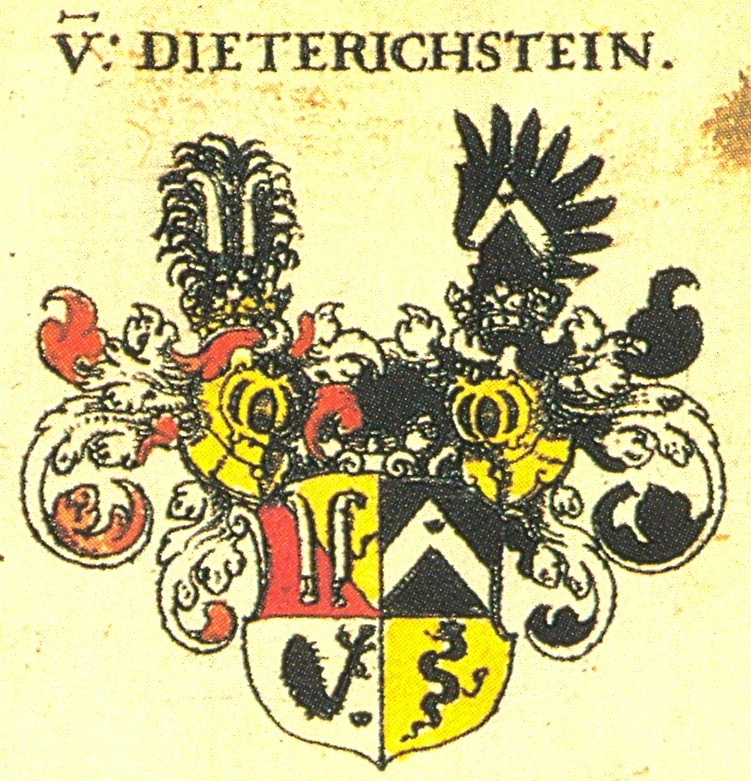
Erb Ditrichštejnů

V roce 1652 spravoval panství Polná-Přibyslav za nemocného otce Maxmiliána II. z Ditrichštejna a dovezl z Říma dar papeže Inocence X., relikvii z ramenní kosti sv. Liguriáše, jež byla po roce 1704 v prosklené schránce vystavena na oltář kostela Nanebevzetí Panny marie v Polné a údajný světec se stal patronem města, v lidové zbožnosti také polenské mrkvancové poutě.
V roce 1658 dal v Polné znovu vybudovat kostel sv. Kateřiny, který za třicetileté války vypálila švédská vojska. Roku 1665 na jeho pokyn vznikly městské lázně. V roce 1681 smluvně upravil statut Židů ve městě a roku 1689 dal vzniknout špitálu pro chudé a nemocné. Od roku 1690 se na jeho pokyn zrekonstruoval polenský hrad, který zpustl po nájezdů Švédů. Za jeho panování město rozkvetlo a celé panství se výrazně zvětšilo, když k němu postupně přikupoval ves Bílek u Chotěboře, panství Krucemburk a statek Jirkov. Vlastnil další rozsáhlá panství Mikulov, Budyně, Libochovice, Nepomyšl, Vlachovo Březí. Od císaře Leopolda I. obdržel hrad Trasp ve Švýcarsku.
Manželka Marie Alžběta z Eggenbergu mu porodila 17 dětí, z nichž nejstarší Leopold zdědil panství Polná-Přibyslav a v letech 1700–1707 finančně dotoval výstavbu barokního chrámu Nanebevzetí Panny Marie v Polné.

### Ferdinand, Mikulov a císař Leopold I.
Ferdinand Ditrichštejn dosáhl službou u císařského dvora nejvyššího postu a to pozici nejvyššího hofmistra císaře Leopolda I. Jeho postavení se dá srovnat s kariérou jeho praděda Adama Ditrichštejna a prastrýce kardinála Františka Ditrichštejna. Ferdinand převzal rodové majetky v čele s bohatým panstvím Mikulov po smrti svého otce Maxmiliána v roce 1655. Mezi léty 1666–1673 byl hofmistrem mladičké císařovny Markéty Marie Španělské, které je známá především díky svým četným Velasquezovým portrétům. Vrcholem jeho kariéry bylo již výše zmíněné jmenování nejvyšším hofmistrem císaře v roce 1683. Byl považován za nejinformovanějšího muže císařského dvora a jedním z nejbohatších rakouských šlechticů. Podporoval rovněž umění, luxusně přestavěl rodový palác na Herrengasse i mikulovský zámek. Na scénu uvedl věhlasného architekta Johanna Bernarda Fischera z Erlachu, podle jehož plánů se později v Mikulovské Loretě stavělo.

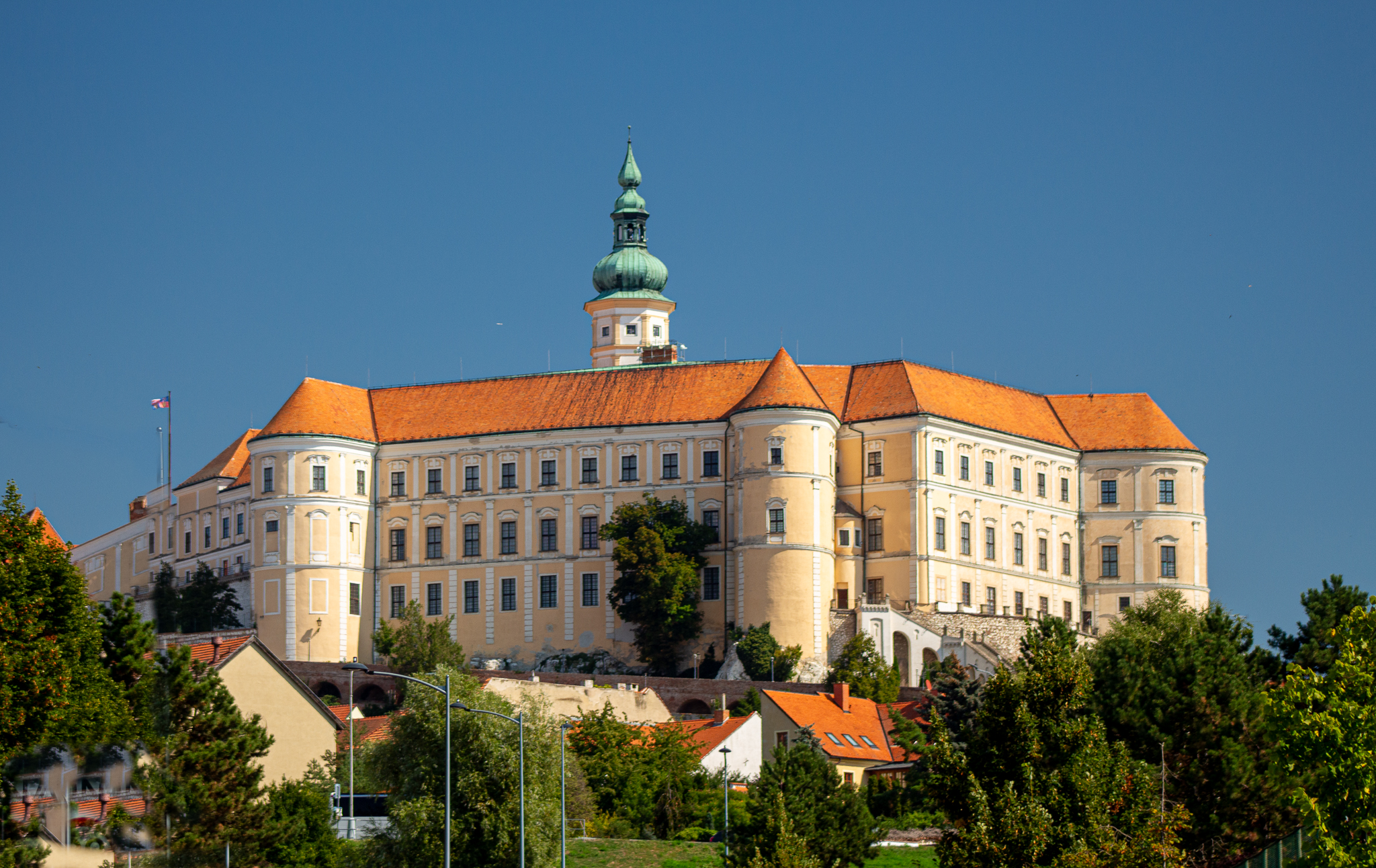
Mikulovský zámek

Mikulov byl od konce 16. století majorátním sídlem rodu. Díky svému prastrýci kardinálu Ditrichštejnovi byl Mikulov výstavným městem s církevními a vzdělávacími institucemi. Eleganci města podtrhoval manýristický poutní komplex na Svatém Kopečku, první Loreta v českých zemích (1623) a luxusně vybavený zámek. Celé město bylo obehnáno pásem Ditrichštejnských zahrad, letohrádků a obor postavených v italském duchu. Bohatství města pak zajišťoval obchod s několika výročními trhy a významnými privilegii, srovnatelnými s královskými městy a v neposlední řadě vinařství a obchod s vínem.
Pověst o zázracích mikulovské loretánské černé madony oslovila zbožného císaře Leopolda I. k návštěvě tohoto výjimečného města. Tuto pouť vykonal se svojí ženou Markétou Marií Španělskou a několika dvořany v létě roku 1672. Leopold nevyjížděl na návštěvy do českých zemí často. Za dlouhou dobu své vlády to bylo pouze pětkrát, z toho jednou do ditrichštejnského Mikulova. V rodinném archivu je zachován popis této vzácné návštěvy. Zajímavý je fakt, že kníže měl dokonalý přehled o svém zámku i přes to, že trvale sídlil ve Vídni od roku 1666. Z tohoto popisu se dovíme o opulentních hostinách i barokním jídelníčku té doby. Účty mluví mj. o štikách z Poysbrunnu a z Kobylí. Účtovali se raci, 50 kapounů, 200 slepic, 200 kuřat, 12 mladých tučných husí, 12 krůt, 30 kohoutů, 20 telátek i 30 jehňat z panského ovčína a další. Jako zvláštní chod se podávali pstruzi v polévce, zavařené (nakládané) želvy, zelné a sladké saláty, španělské vizel, dort se šlehaným sněhem, hovězí s olivami, kýta plněná na anglický způsob, máslové pečivo, španělské kroužky a mnoho dalšího. Program urozených hostí byl stejně pestrý jako jídelníček. Časté byly návštěvy okolních panství, například Lichtenštejnů v Lednici, kde je přijal tamní kníže Karel Eusebius s manželkou Johannou Beatrix, která byla sestrou mikulovského knížete Ferdinanda. Samozřejmostí byl lov na knížecím letohrádku Portz na ostrově Insel uprostřed Nového rybníka nedaleko Mikulova. Poté císařský pár s kavalíry a fraucimorem nasedl do dvou gondol a hodinu se vozili po rybníce. K tomu jim hráli císařští muzikanti. Vyvrcholením celé návštěvy byl velký ohňostroj, pořádaný večer v zámeckém parku. V průběhu třičtvrtě hodiny bylo vypáleno 200 ohnivých koulí a 100 raket. Z 280 světel byla sestavena písmena provolání Vivat Leopoldus Margarita. V dalších dnech se jedlo ve velkém altánu nebo v zámeckém sále, zpívaly se serenády v den císařovniných jmenin. V rajské zahrádce byla připravena tabule ve tvaru půlměsíce.